# Rotsee
Rotsee – naturalne jezioro wioślarskie na północnym skraju Lucerny w Szwajcarii. 
Pierwsze regaty odbyły się tutaj w 1933 roku i od tego czasu odbywają się na nich liczne międzynarodowe imprezy wioślarskie. Mistrzostwa Europy w Wioślarstwie odbyły się tutaj w 1934 i 1947 r. Inauguracyjne Mistrzostwa Świata w Wioślarstwie odbyły się w 1962 roku. 
Jezioro jest miejscem ostatniego etapu serii Pucharu Świata w wioślarstwie. Kiedy w Lucernie odbywają się również Mistrzostwa Świata (jak miało to miejsce w 2001 roku), na jeziorze nie odbywa się żaden wyścig Pucharu Świata. 